# فيلي إيفانز (لاعب كرة قدم أمريكية أمريكي)
فيلي إيفانز (بالإنجليزية: Willie Evans)‏ هو لاعب كرة قدم أمريكية أمريكي، ولد في 1 ديسمبر 1937 في بوفالو في الولايات المتحدة، وتوفي في 4 يناير 2017.